# 向元貞
向 元貞（しょう げんてい　1814年（嘉慶19年） - 1864年（同治3年））は、第二尚氏王統第18代尚育王の正妃・佐敷按司加那志。尚泰王の王母。